# دوم (لعبة فيديو 2016)
دوم (بالإنجليزية: DOOM)‏ ، ويعرف عنها دوم 4 (Doom 4)، هي لعبة فيديو إلكترونية من نوع تصويب منظور الشخص الأول، صدرت بتاريخ 13 مايو 2016 على أنظمة ألعاب الفيديو وهي بلاي ستيشن 4 وإكس بوكس ون ونينتندو سويتش، لعبة من تطوير إد سوفتوير ونشرها بيثيسدا سوفتويرز الأمريكية.

## قصة اللعبة
تدور أحدث قصة اللعبة علي كوكب المريخ حيث توجد شركة UAC التي تكتشف رموز اصطناعية التي حركت المريخ وجلبت جيش من الشياطين من قلب الجحيم وعلي بطلنا أن يتخلص من تلك الشياطين ويعيدهم مرة أخري إلي الجحيم.

## أسلوب اللعبة
لعبة دووم أو الموت تعتبر من الألعاب الشعبية والقديمة جدا وتعتبر أول لعبة تصويب على الحاسوب بنظام الوينوز القديم والدوس، أتذكر هذه الأيام عندما كنت صغير وكنا ندخل نقاتل الوحوش ونصوب عليهم ونبحث عن الأسلحة القوية، لذلك تعتبر من الألعاب الشعبية التي يعشقها اللاعبين كبار السن لأنهم يقدرونها جدا، فلعبة دووم من نوعية ألعاب التصويب بمنظور الشخص الأول التي تتميز به دائما في سهولة التعامل والجيم بلاى السهل في الاستخدام، وهي لعبة لا تقارن بألعاب التصويب الحربية لان لها طابع خاص وأحداث مثيرة ومتتالية داخل اللعب، فهى لعبة تصويب مميزة جدا تحافظ على نمطها وتطوره بشكل يناسب اللاعبين.
الجميع يعلم أن اللعبة تتمتع بتعدد الأسلحة وتنوعها وهذه المرة سوف تشهد مجموعة كبيرة جدا من الأسلحة المتنوعة والقوية، ومنها أسلحة قديمة شهدناها من قبل في السلسلة ومنها سلاح المعركة المنشار الذي يقطع الأعداء إلى نصفين، وستكون هناك أسلحة ثقيلة ومدافع ورشاشات متنوعة ومهمة جدا في قتل الأعداء، كما يمكنك حمل عدد كبير من الأسلحة والحصول على أسلحة الأعداء والتبديل بينهم، كما يمكنك ترقية هذه الأسلحة بالنقاط التي تكتسبها من قتل الأعداء لتجعل الأسلحة قوية وسريعة في القتال، ويمكنك الحصول على الذخيرة من الأعداء بعد قتلهم أو من البيئة المحيطة بك في الصناديق.
اللعبة تعتمد على تصويب ممتاز جدا بحث تتميز بدائرة صغيرة للتصويب بالأسلحة بعيدة المدى وبدائرة كبيرة للبندقية، وهذا يجعل التصويب سهل جدا وتقتل الأعداء بسرعة لأنهم يظهرون بمجموعات كبيرة ولابد من أن تكون سريع في التصويب عليهم وقتالهم، وأيضا بجانب الأسلحة لابد من استخدام مهارات البطل في القتال وما تسمى takedown والتي تجعلك تقتل الأعداء بيديك العاريتين بحيث تنتزع قلوب الأعداء بسرعة أو تحطم رأسهم أو تقطع أطرافهم، وكل هذا حتى يسهل عليك التعامل في المعركة ومع كثرة الأعداء يمكنك التغلب عليهم، كما ستجد مواد متفجرة في البيئة يمكن استغلالها في قتل الأعداء وتفجيرهم عن بعد.
أيضا يمكنك أن تجعل البطل يقفز قفزة ثنائية في الأماكن العالية أو على الأعداء من ارتفاع لقتلهم وهي ميزة ستفيدك في اللعبة ويمكنك اكتسابها من خلال الحصول على الحذاء الخاص بالبذلة في أحد المهام، أيضا الصحة لن تكون ذاتية وعليك التقاط الأنفاس أو الاختباء حتى تعود لك، ولكن عليك البحث عن الصحة والدروع المبعثرة في البيئة أو من قتل الأعداء وهذا سيكون سهل جدا مع وجود آلة يمكنك أن تشحن منها الصحة، كما يمكنك ترقية الدرع والصحة وزيادة مستوياتهم حتى تستطيع القتال بحرية مع الزعماء أو المعارك الكبيرة، كما تم إعادة بعض الوحوش القديمة من السلسلة في هذا الجزء حتى تذكر اللاعبين بماضي اللعبة الرائع.
لعبة دووم لم تعد مثل السابقة تعتمد على قصة ومتعة للاعب واحد ولكنها الآن أصبحت مبنية على نمط متعدد اللاعبين مثل بقية الألعاب، وهذه المرة ستشمل اللعبة العديد من الأنماط داخل نمط متعدد اللاعبين لتعطى منافسات قوية ورائعة جدا بين الأصدقاء عبر الإنترنت، وبالرغم من أن نسخة البيتا لم تنال رضاء بعض اللاعبين ولكن حاليا مع صدور اللعبة سيكون أمامنا أنماط متعددة للاستمتاع منها النمط العادى مباراة الموت بين أربعة لاعبين، أو نمط الفرق والهيمنة على المكان بقتل الفريق الأخر كما ستكون هناك قدرات تحول اللاعبين إلى وحوش في متعدد اللاعبين وتقاتل بهم بشكل مثير جدا، وتعرض اللعبة 9 خرائط للعب مع الأصدقاء وتم طرح نمط Doom SnapMap ليجعل اللاعبين تقوم ببناء الخريطة الخاصة بهم ومشاركتها مع الأصدقاء عبر الإنترنت.

## تطوير اللعبة
عندما نتحدث عن مراحل التطوير سنجد أنه في أغسطس 2013 تم الكشف عن اللعبة دون أن يتم وضع اسم فرعي بجانب دووم، وفي 19 فبراير 201لاىةيةزوي4 كشفت شركة Bethesda بأن اللاعبين الذين سيطلبون مقدما اللعبة مع لعبة Wolfenstein: The New Order سيحصلون مجانا علي اسم Doom 4 , وفي يونيو 2014 وخلال معرض E3 تم الكشف عن أول معلومات للعبة ثم مرت اللعبة بمراحل مختلفة أثناء التطوير إلي أن شاهدنا عروض للجيم بلاي وأخيرا تم الإعلان عن موعد صدور اللعبة في مايو 2016.